# Austin Price
Austin Price (Farmington Hills, Míchigan, 16 de septiembre de 1995) es un baloncestista estadounidense que pertenece a la plantilla del Heroes Den Bosch de la BNXT League. Con 1,93 metros de estatura, juega en la posición de base.

## Trayectoria deportiva

### Universidad
Jugó cuatro temporadas con los Mountain Hawks de la Universidad de Lehigh, en las que promedió 11,5 puntos, 2,9 rebotes, 1,7 asistencias y 1,4 robos de balón por partido. En su primera temporada fue incluido en el mejor quinteto de rookies de la Patriot League mientras que en las dos últimas lo fue en el tercer mejor quinteto de la conferencia.

### Profesional
Tras no ser elegido en el Draft de la NBA de 2017, en el mes de diciembre firmó su primer contrato profesional con el equipo sueco del Köping Stars, donde acabó la temporada promediando 20,2 puntos, 4,7 asistencias y 4,2 rebotes por partido.
En junio de 2018 fichó por el Limburg United de la Pro Basketball League belga, donde disputó una temporada como suplente, promediando 9,3 puntos y 2,6 asistencias por encuentro.
La temporada siguiente fichó por el BC Beroe de la NBL, el primer nivel del baloncesto búlgaro, donde hasta el parón por el coronavirus promedió 16,2 puntos y 5,0 rebotes por encuentro.
El 21 de marzo de 2021, firma por el Ironi Nes Ziona B.C. de la Ligat Winner, tras comenzar la temporada en el Maccabi Ra'anana, de la segunda división israelita.
El 20 de julio de 2021 firmó un contrato de un año con Heroes Den Bosch en los Países Bajos. Ganó el campeonato nacional holandés en la temporada 2021-22. El 4 de julio de 2022 amplió su contrato por dos temporadas más.